# Misantla
Misantla is een plaats in de Mexicaanse deelstaat Veracruz. Misantla heeft 24.517 inwoners (census 2005) en is de hoofdplaats van de gemeente Misantla.